# إمارة أخايا
إمارة أخايا كانت واحدة من الدول الثلاث التابعة للإمبراطورية اللاتينية التي حلت محل الإمبراطورية البيزنطية بعد الاستيلاء على القسطنطينية خلال الحملة الصليبية الرابعة سنة 1204. أصبحت تابعة لمملكة سالونيك، جنبا إلى جنب مع دوقية أثينا، حتى تم الاستيلاء على سالونيك من قبل ثيودور ، أمير ديسپوتية إپيروس، في 1224. أصبحت أخايا بعد ذلك لفترة من الوقت السلطة المهيمنة في اليونان.